# Severin Zofotă
Severin Zofotă (n. 28 martie 1933) a fost un deputat român în legislatura 1990-1992, ales în județul Botoșani pe listele partidului FSN. În cadrul activității sale parlamentare, Severin Zofotă a fost membru în grupurile parlamentare de prietenie cu Mongolia, Statul Israel, Regatul Thailanda, Japonia și Republica Portugheză. 